# Prostomis papuana
Prostomis papuana es una especie de coleóptero de la familia Prostomidae.

## Distribución geográfica
Habita en Papúa Nueva Guinea.